# Arenorbis
Arenorbis is een geslacht van uitgestorven slangsterren uit de familie Ophiolepididae. Vertegenwoordigers van dit geslacht zijn slechts als fossiel bekend.

## Soorten
- Arenorbis squamosus (Picard, 1858) †